# Compagnia della Baia di Hudson

Territorio amministrato dalla Compagnia della Baia di Hudson

Bandiera della Compagnia della Baia di Hudson

La Compagnia della Baia di Hudson (in inglese Hudson's Bay Company, in francese Compagnie de la Baie d'Hudson; sigla ufficiale: HBC), nota colloquialmente anche come "La Baia", The Bay (La Baie in francese) è la compagnia commerciale più antica del Canada, nonché una delle più antiche del mondo, ancora in attività. Sulle remote origini della società si basa la scherzosa interpretazione della sigla "HBC" come Here Before Christ, ovvero "qui da prima di Cristo".

## Attività

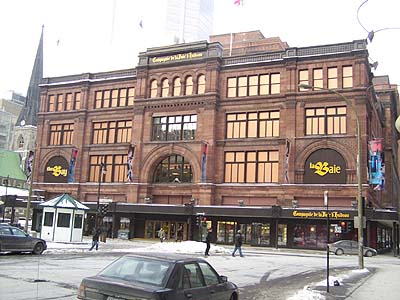
Edificio della Compagnia della Baia di Hudson a Montréal

All'inizio della sua attività, la Compagnia si dedicava soprattutto al commercio delle pellicce, e questa rimase la sua principale attività per buona parte della sua storia. Oggi, la HBC gestisce numerosi negozi fisici e virtuali di commercio al dettaglio in Canada, Germania, Belgio e Stati Uniti, fra cui la Galeria Kaufhof (Colonia), il sito di commercio elettronico Gilt (Stati Uniti), la catena di grandi magazzini Hudson's Bay (Canada), la catena di negozi di accessori per la casa Home Outfitters (Canada), e le catene di grandi magazzini di lusso Lord & Taylor e Saks Fifth Avenue (Stati Uniti). La sede centrale dell'HBC si trova nella Simpson Tower a Toronto.

## Storia

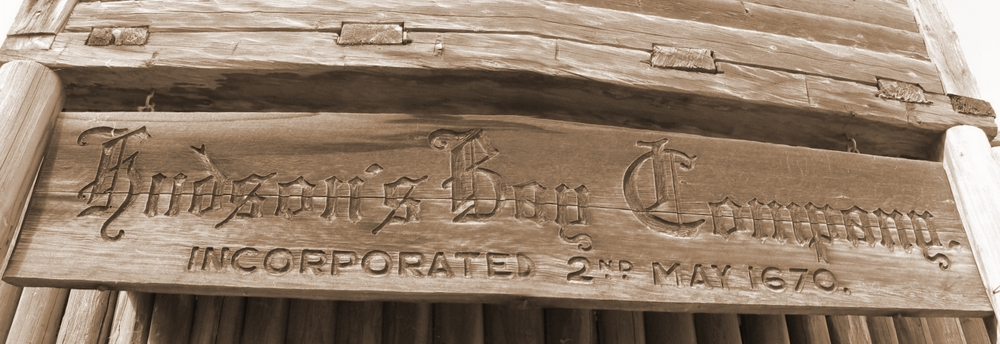
Vecchio logo

La corporazione fu fondata nel 1670 presso la foce del fiume Nass, e controllò il commercio di pelli nelle colonie britanniche del Nord America. Strettamente legata alla storia del Canada, nasce come conseguenza della rivalità commerciale tra le potenze coloniali della Francia e dell'Inghilterra. Amministrava un'area vastissima che si stendeva sui territori degli odierni Manitoba, Saskatchewan, Alberta, Nunavut e i Territori del Nord-Ovest.
Con il declino del commercio delle pelli, gli immensi territori amministrati furono ceduti al governo britannico del Canada nel 1870, e la compagnia si convertì alla fornitura di derrate alimentari alle colonie a Occidente del Canada. Con 70 000 dipendenti la compagnia possiede una delle maggiori reti commerciali del Canada, con attività diversificate in tutto il paese. La sede è a Toronto, nell'Ontario.

## Navi della Compagnia della Baia di Hudson
- Beaver (1835–74)
- Otter (1852–95)[4]
- Anson Northup (1859–60)[5]
- Caledonia (1891–98)
- Caledonia (2) (1898–1909)
- Mount Royal (1902–07)
- Princess Louise (1878–83)
- Strathcona (1900)
- Port Simpson (1907–12)
- Hazelton (1907–12)
- Distributor (1920–48)[6]
- Baychimo (1921-1931)

## Governatori (presidenti)
- principe Rupert (1670-1682)
- Giacomo II d'Inghilterra (1683-1685)
- John Churchill (1685-1692)
- Sir Stephen Evans (1692-1696)
- Sir William Trumbull (1696-1700)
- Sir Stephen Evans (1700-1712)
- Sir Bibye Lake, Sr. (1712-1743)
- Benjamin Pitt (1743-1746)
- Thomas Knapp (1746-1750)
- Sir Atwell Lake (1750-1760)
- Sir William Baker (1760-1770)
- Sir Bibye Lake, Jr. (1770-1782)
- Samuel Wegg (1782-1799)
- Sir James Winter Lake (1799-1807)
- William Mainwaring (1807-1812)
- Joseph Berens (1812-1822)
- Sir John Henry Pelly (1822-1852)
- Andrew Wedderburn Colvile (1852-1856)
- John Shepherd (1856-1858)
- Henry Hulse Berens (1858-1863)
- Sir Edmund Walker Head (1863-1868)
- John Wodehouse (1868-1869)
- Sir Stafford Henry Northcote (1869-1874)
- George Joachim Goschen (1874-1880)
- Eden Colvile (1880-1889)
- Donald Alexander Smith (1889-1914)
- Sir Thomas Skinner (1914-1915)
- Sir Robert Molesworth Kindersley (1916-1925)
- Charles Vincent Sale (1925-1931)
- Sir Patrick Ashley Cooper (1931-1952)
- William Keswick (1952-1965)
- Derick Heathcoat Amory (1965-1970)
- George T. Richardson (1970-1982)
- Donald S. McGiverin (1982-1994)
- David E. Mitchell (1994-1997)
- L. Yves Fortier (1997-2006)
- Jerry Zucker (2006-2008)
- Anita Zucker (2008), primo presidente donna
- Richard Baker (2008-in carica)

### Rivali
La HBC è la sola compagnia europea a essere sopravvissuta ai suoi rivali.
| Anni           | Compagnia                                  | Destino |
| -------------- | ------------------------------------------ | --- |
| 1551–1917      | Russia Company                             | controllata dall'Impero russo |
| 1581–1825      | Compagnia del Levante                      | dissolta |
| 1600–1874      | Honourable East India Company              | dissolta |
| 1602–1800      | Compagnia olandese delle Indie orientali   | andò in bancarotta |
| 1621–1791      | Compagnia olandese delle Indie occidentali | comprata dal governo olandese |
| 1672–1752      | Royal African Company                      | sostituita dalla African Company of Merchants (Compagnia africana dei mercanti) |
| 1711–anni 1850 | South Sea Company                          | abolita per bancarotta e per l'Acquisto della Louisiana |
| 1779–1821      | Compagnia del Nord-Ovest                   | fusasi con HBC |
| 1799–1867      | Russian-American Company                   | chiusa con la vendita dell'America russa agli Stati Uniti e i beni commerciali in Nord America sono stati venduti alla Hutchinson, Kohl & Company (oggi: Alaska Commercial Company) |
| 1808–42        | American Fur Company                       | chiusa |